# Sunchang
Sunchang (Hán-Việt: Thuần Xương) là một huyện ở đạo (tỉnh) Jeolla Bắc, Hàn Quốc. Huyện này có diện tích 495,75 km², dân số năm 2001 là 34.587 người.
Đây là quê hương của Phế phi Triệu thị và Bộ trưởng Thống nhất Chung Dong-young (Trịnh Đông Vịnh).

## Thành phố kết nghĩa
- Dongdaemun-gu, Hàn Quốc
- Changnyeong, Hàn Quốc
- Minamikyūshū, Nhật Bản